# Typhlodromus quadratus
Typhlodromus quadratus är en spindeldjursart som beskrevs av Wu och Liu 1997. Typhlodromus quadratus ingår i släktet Typhlodromus och familjen Phytoseiidae. Inga underarter finns listade i Catalogue of Life.